# Jefferson County, Texas
Jefferson County är ett administrativt område i delstaten Texas, USA, med 252 273 invånare. Den administrativa huvudorten (county seat) är Beaumont.

## Geografi
Enligt United States Census Bureau så har countyt en total area på 2 878 km². 2 340 km² av den arean är land och 538 km² är vatten.

### Angränsande countyn
- Hardin County - norr
- Orange County - nordost
- Chambers County - sydväst
- Liberty County - nordväst
- Cameron Parish, Louisiana - öster